# Thietmar de Mersebourg
Thietmar de Mersebourg, ou encore Dithmar ou Dietmar, né le 25 juillet 975 et mort le 1er décembre 1018, est un membre du clergé et historien allemand du Moyen Âge central. Il est ordonné évêque de Mersebourg, où il demeure de 1009 jusqu'à sa mort.  

## Biographie

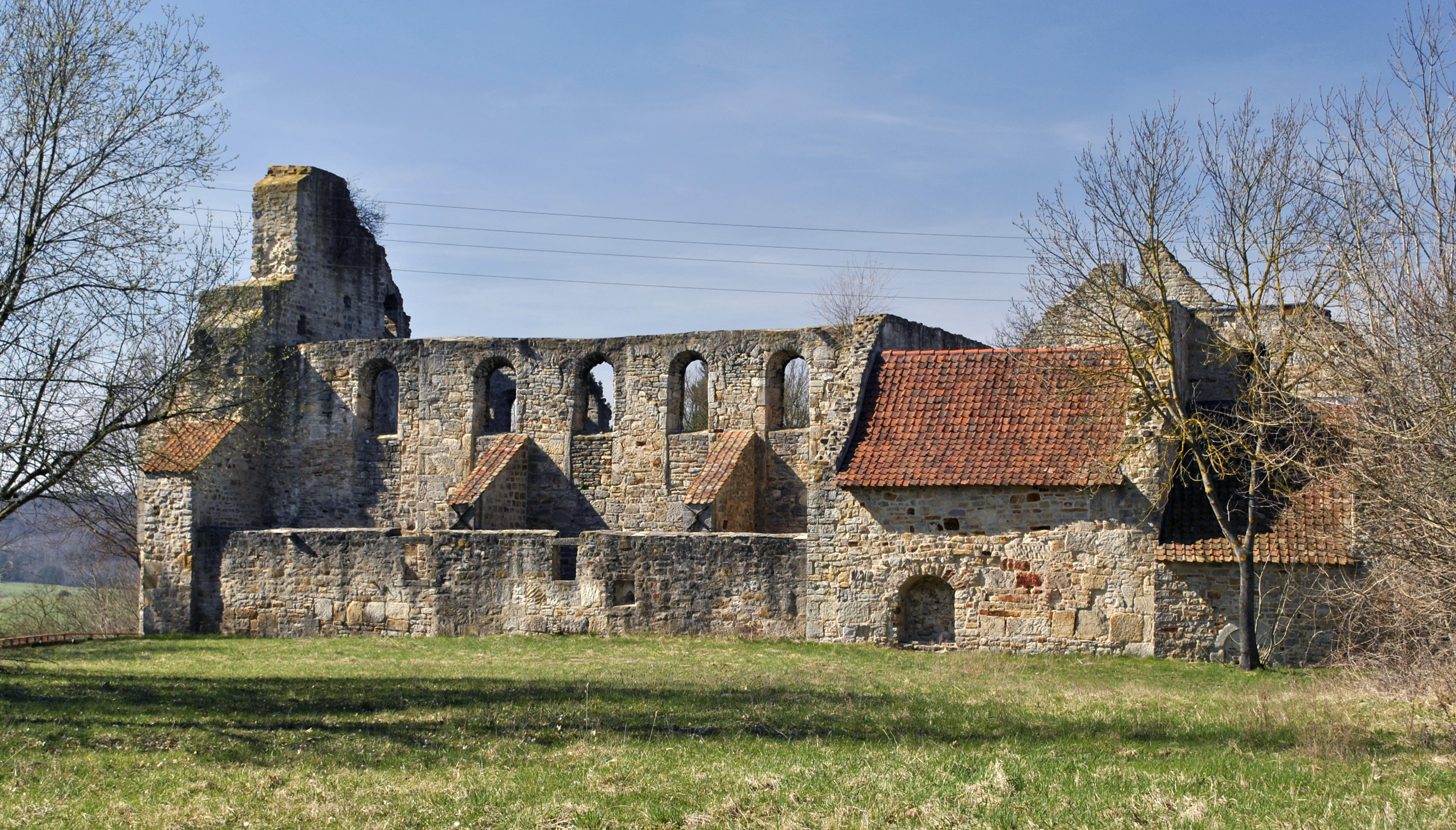
Les ruines de la collégiale de Walbeck.

Il naît en 975 dans une famille comtale résidant à Walbeck (près d'Helmstedt) en Saxe. Ses ancêtres étaient fréquemment en désaccord avec la dynastie des Ludolphides (Ottoniens), ducs de Saxe ; en 941, le comte Lothaire II de Walbeck, le grand-père de Thietmar, est impliqué dans une conspiration du duc Henri Ier de Bavière contre son frère, le roi Otton Ier. Plus tard, les deux familles se réconcilient et le comte Lothaire III de Walbeck, l'oncle de Thietmar, est désigné margrave de la marche du Nord par le roi Otton III en 993.
Thietmar, selon ses propres déclarations, est né le 25 juillet 975, fils du comte Siegfried de Walbeck (mort en 990), un frère du comte Lothaire III. Siegfried est présenté comme un combattant à la bataille de Cedynia contre les forces de Mieszko Ier de Pologne en 972. A peu près à la même date, il épouse la comtesse Cunégonde (morte en 997), une fille du comte Henri I de Stade. Thietmar a été baptisé et confirmé par l'évêque Hildiward d'Halberstadt. 
N'étant pas l'aîné, il est promis à une vocation religieuse. Il commence sa formation spirituelle à l'abbaye de Quedlinbourg, où le jeune roi Otton III tient une diète d'Empire en 986. Un an plus tard, Thietmar est accueilli dans le monastère bénédictin de Berge aux portes de Magdebourg. À partir du 1er novembre 990, il fréquente l'école cathédrale de l'archidiocèse de Magdebourg, en partie en même temps que son parent Bruno de Querfurt. C'est probablement sur la route du congrès de Gniezno, en 1000, qu'il rencontre de à nouveau Otton III.

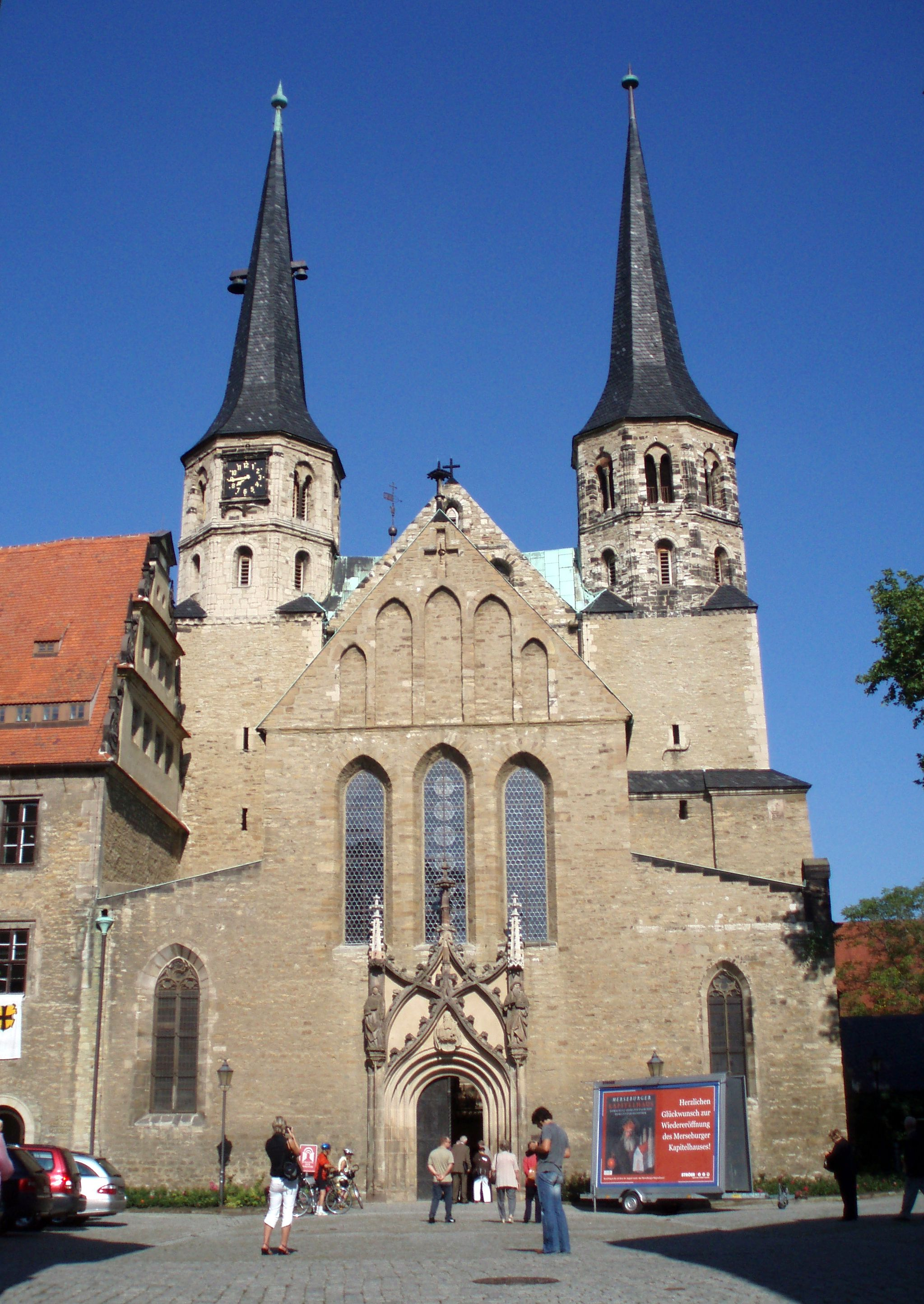
La cathédrale de Mersebourg.

En 1002, Thietmar devient prévôt de l'église collégiale à Walbeck, fondée par son grand-père, le comte Lothaire II. Le 21 décembre 1004, il est ordonné prêtre par l'archevêque Taginon de Magdebourg. Après le décès de l'évêque Wigbert en 1009, Thietmar reçoit le diocèse de Mersebourg sur la Saale que le roi Henri II avait refondé en 1004. Pour le roi, l'évêché était important dans le cadre de la colonisation germanique de la marche de l'Est saxonne.
En tant qu'évêque, Thietmar est un fervent partisan du système d'Église d'Empire (Reichskirchensystem); néanmoins, il doit soutenir de longues guerres avec les margraves de Misnie. En 1015, il pose la première pierre de la cathédrale de Mersebourg. 

## LaChronique de l'histoire d'Allemagne
On lui doit une Chronique de l'histoire d'Allemagne, en huit livres, qui s'étend de 876 à 1018 et comprend les règnes de Henri Ier, Othon Ier, Othon II, Othon III et Henri II ainsi que l'histoire de la ville de Mersebourg. Ces chroniques, rédigées en latin à partir de 1012, s'appuient principalement sur Widukind de Corvey et les Annales de Quedlinbourg. Elles comportent notamment un récit des combats entre Henri II et Boleslas Ier de Pologne et de l'insurrection du comte Thierry III de Hollande qui culmine dans la bataille de Flardingue en 1018.
Thietmar paraît toujours bien informé des événements actuels, ses histoires sont détaillées et bien écrites, ses appréciations des souverains sont nuancées. Aujourd'hui encore, la chronique sert de source principale pour la recherche sur l'histoire du royaume des Ottoniens vers l'an mil.

### Éditions

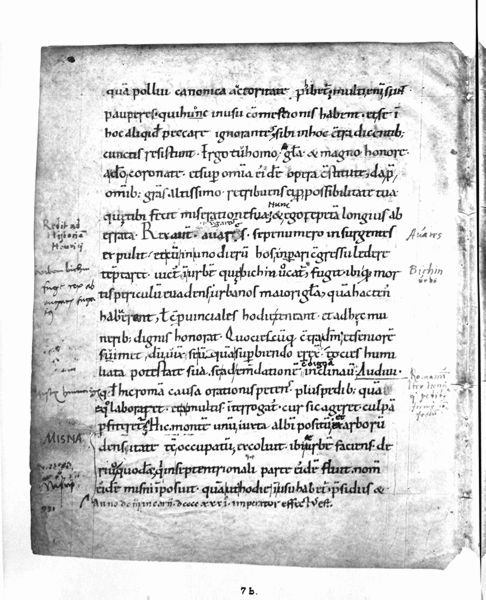
Une page de la Chronique de Dithmar, édition fac-similé de 1905.

La Chronique de Thietmar est conservée en document original, mais, conservée à Dresde, elle a été sévèrement touchée par le bombardement de février 1945. Heureusement, elle avait été reproduite en fac-similé intégral en 1905. Les autres éditions comprennent notamment :
- Reiner Reineccius, en 1580
- Gottfried Wilhelm Leibniz, dans son recueil d'écrivains pour l'histoire du Brunswick
- Wagner l'a réimprimée en 1808, Nuremberg, in-4.
- in Monumenta Germaniae Historica de Georg Heinrich Pertz, Hanovre, 1839.
- Kronika Thietmara, Ed Marian Z. Jedlicki, Poznań, 1953